# Последние рыцари
«Последние рыцари» (англ. Last Knights) — фэнтези-боевик 2015 года, снятый японским режиссёром Кирией Кадзуаки, с Клайвом Оуэном в главной роли. Фильм основан на легенде о 47 ронинах. Съёмки картины проходили в Чехии.

## Сюжет
Действие фильма происходит в вымышленной Вселенной в эпоху, примерно соответствующую позднему Средневековью. После окончания Великих войн возникла Империя, в которой бок о бок живут люди всех цветов кожи и вероисповеданий.
Капитан 7-го отряда Райден (Клайв Оуэн) верно служит своему господину Бартоку (Морган Фримен), не только защищая его, но и выступая в роли советника. Бартоку поступает приглашение посетить столицу от влиятельного Министра по имени Гиза Мотт (Аксель Хенни). Барток говорит, что, по сути, ему предлагают дать взятку, но отказаться он не может.
Состояние здоровья Бартока оставляет желать лучшего, он страдает от сильных болей в животе, вылечить которые доктора не в состоянии. Перед отъездом в столицу Барток зовёт Райдена на семейное кладбище. Показывая ряды могил своих предков, он говорит, что у рода Бартоков нет наследника, и сообщает своему капитану, что после его смерти Райден возглавит род, поскольку стал ему как сын. Барток также передаёт Райдену семейный меч.
В столице Барток встречается с Гизой Моттом и преподносит ему в подарок мантию. Министр в ярости — он рассчитывал на большее. Встретившись с Бартоком в своей сокровищнице, он напрямую требует взятку, а когда Барток не соглашается, угрожает отнять все его земли. В этот момент Барток начинает испытывать боль в животе и падает. Гиза Мотт избивает обессиленного дворянина палкой. В ответ Барток достаёт меч и ранит обидчика, разрезая ему ладонь.
На суде у Императора Барток выступает с обличительной речью против Гизы Мотта, призывая остальных дворян избавиться от коррупционера. Император приказывает лишить Бартока всех его земель и предаёт дворянина смерти. Он также требует (по совету Гизы Мотта), чтобы «мятежника» обезглавил его капитан Райден. С трудом сдерживая слёзы, Райден исполняет волю Императора и своего господина, который с честью принимает смерть. В момент суда проявляются первые противоречия между Министром и Первым советником, который рекомендует более осторожно обходиться с дворянами.
Гиза Мотт боится мести Райдена. Он приказывает своему капитану Ито (Цуёси Ихара) неотступно следить за Райденом, а также требует от своего тестя Августо (Ан Сон Ги) дать ему тысячу воинов. В столице империи Гиза Мотт начинает строить неприступную цитадель.
Год спустя бывшие бойцы 7-го отряда трудятся в столице (в частности, на сооружении неприступной цитадели Гизы Мотта). Райден же спивается и посещает бордель. Он даже закладывает свой меч в ломбард, после чего жена покидает его. Ито докладывает своему господину, что Райден больше не представляет опасности.
Однако одержимый манией преследования Гиза Мотт этому не верит. Тогда Ито договаривается устроить встречу Райдена и дочери Бартока в борделе, где Райдену предлагают воспользоваться девственницей. Бывший капитан Бартока отказывается, однако не делает ничего, чтобы спасти дочь Бартока. Это убеждает Гизу Мотта, что Райден окончательно пал, и он отпускает войска своего тестя.
Однако выясняется, что Райден с бывшими воинами клана Барток лишь притворялся. На самом деле они замыслили дерзкий штурм цитадели, который и осуществили однажды ночью.
Во время штурма цитадели большая часть отряда погибает, однако Райден убивает сначала Ито, а затем и Гизу Мотта. После этого отряд спасает дочь Бартока из плена, и Райден докладывает о том, что честь семьи Барток восстановлена.
Император, узнавший о гибели своего Первого Советника (за время действия фильма Гиза Мотт успел получить повышение), в ярости. Он хочет казнить всех воинов клана Барток, однако Аугусто советует ему не торопиться. Он говорит, что в глазах народа эти воины герои, и предлагает казнить только Райдена. Выясняется, что Райден воспользовался помощью Аугусто при подготовке штурма: влиятельный дворянин хотел спасти свою дочь, которую регулярно избивал его зять. Райден знал, что император захочет казнить всех воинов, и сам предложил такой вариант.
Перед смертью Райден прощается с женой, а также просит лейтенанта Кортеса (Клифф Кёртис) позаботиться о клане Барток. Аугусто приводит Райдена во внутренний двор дворца, где его ждёт Император. Палач заносит меч над головой героя. Райден внезапно широко открывает глаза — это конец фильма.

## В ролях
| Актёр         | Роль                  |
| ------------- | --------------------- |
| Клайв Оуэн    | Райден                |
| Морган Фримен | Барток                |
| Аксель Хенни  | Гиза Мотт             |
| Цуёси Ихара   | Ито                   |
| Ан Сон Ги     | Аугусто               |
| Пейман Маади  | Император             |
| Клифф Кёртис  | лейтенант Кортес      |
| Айлет Зорер   | жена Райдена Наоми    |
| Дейв Леджено  | Олаф                  |
| Шохре Агдашлу | Мария                 |
| Пак Си Ен     | жена Гизы Мотта Ханна |

## Отзывы критиков
Фильм в целом был негативно воспринят критиками. На сайте Rotten Tomatoes фильм имеет рейтинг «томатности» 16 % (лишь 16 % авторизованных критиков дали ему позитивную оценку), консенсусная оценка фильма звучит так: "Настолько же лишённый воображения, как и его название, фильм «Последние рыцари» эксплуатирует рыцарскую тему, не добавляя к ней ничего нового или интересного (As blandly unimaginative as its title, Last Knights revisits well-worn sword-and-sandal tropes without adding anything new — or interesting — to the genre).